# 2017 en combiné nordique
| Années du combiné nordique : 2014 - 2015 - 2016 - 2017 - 2018 - 2019 - 2020    |
| Décennies du combiné nordique : 1980 - 1990 - 2000 - 2010 - 2020 - 2030 - 2040 |

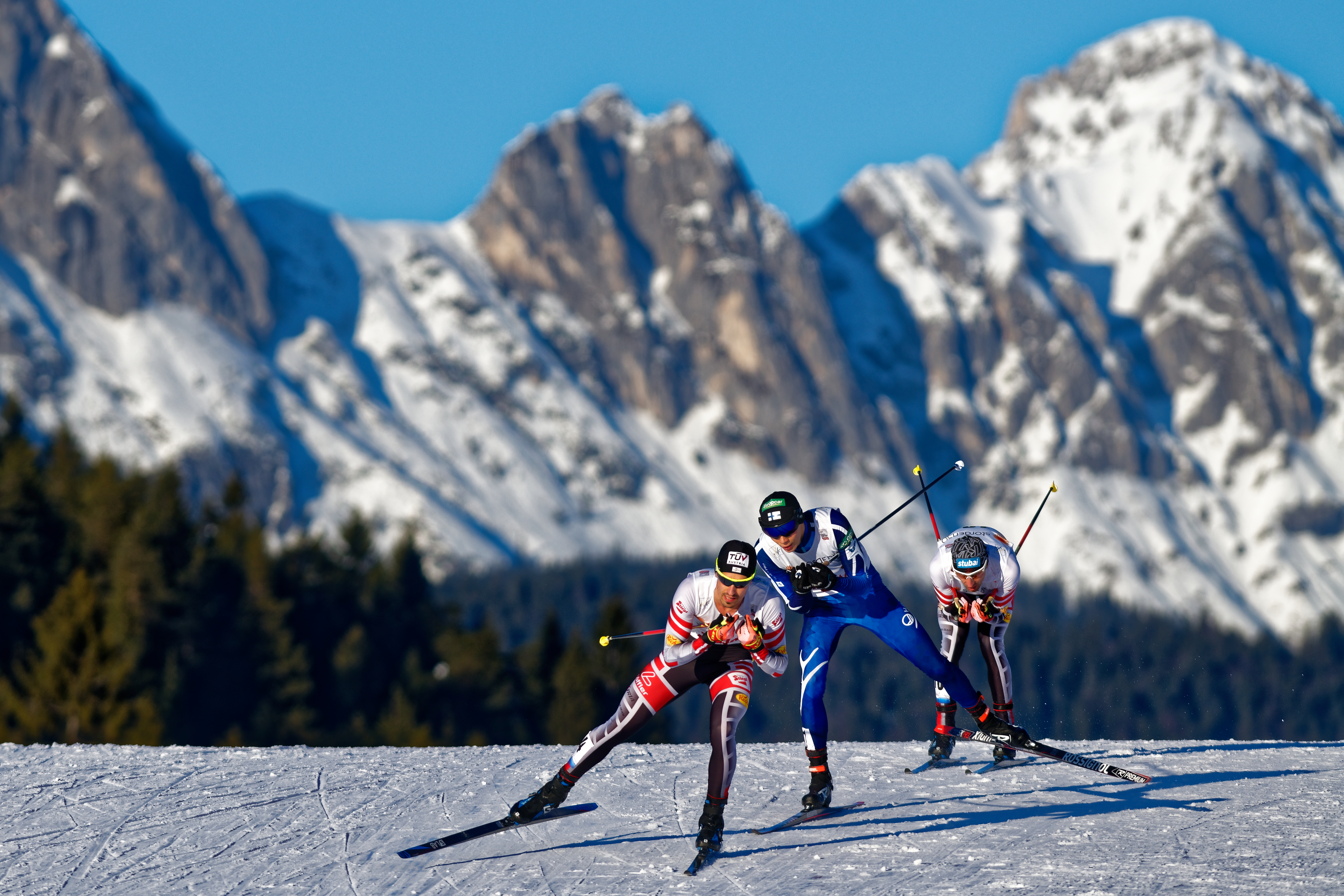
Lukas Klapfer, Eero Hirvonen & Willy Denifl à Seefeld en janvier

Cette page reprend les résultats des différentes compétitions de combiné nordique de l'année 2017.

## Calendrier

### Janvier
- le 7 :
  - à Lahti (Finlande), l'Allemand Eric Frenzel remporte l'épreuve de Coupe du monde et s'empare du maillot jaune de leader de la compétition. Il devance le jeune Finlandais Eero Hirvonen, dont cette deuxième place est le meilleur résultat. L'Allemand Johannes Rydzek, jusque-là porteur du maillot jaune, ne fait pas mieux que troisième, malgré sa performance en fond qui constitue le meilleur résultat de l'épreuve. Le grand Hannu Manninen, le quadruple vainqueur de la Coupe du monde, a pris part à la compétition, alors qu'il n'y avait pas participé depuis… 2011 !
  - à Høydalsmo (Norvège), l'épreuve de Coupe continentale est remportée par le Norvégien Truls Sønstehagen Johansen devant l'Italien Lukas Runggaldier et l'Autrichien Lukas Greiderer, vainqueur du classement général de la compétition en 2015.
- le 8 :
  - toujours à Lahti, l'épreuve de Coupe du monde est le lieu d'un nouveau triplé allemand : elle est remportée par Fabian Rießle devant ses compatriotes Eric Frenzel et Johannes Rydzek.
  - toujours à Høydalsmo, le Français Hugo Buffard remporte[J 1] l'épreuve de Coupe continentale. Parti en quarantième position après un concours de saut décevant, il s'impose d'un cheveu sur la ligne d'arrivée. Une telle performance est très rare en combiné. Le Norvégien Truls Sønstehagen Johansen termine deuxième tandis que l'Autrichien Martin Fritz complète le podium.

### Mars
- le 10, à Nijni Taguil (Russie), l'Autrichien Harald Lemmerer remporte la première épreuve de la dernière étape de la Coupe continentale devant son compatriote Martin Fritz, en tête du classement général de la compétition. L'Allemand David Welde complète le podium.
- le 11 :
  - à Oslo (Norvège), la Coupe du roi, une épreuve de la Coupe du monde, est remportée d'une courte tête par le Japonais Akito Watabe devant trois Allemands : Eric Frenzel est deuxième, Björn Kircheisen termine troisième et, ce faisant, devance le leader du classement général, Johannes Rydzek, qui ne conserve son rang que pour six petits points.
  - à Nijni Taguil, l'Allemand Tobias Simon remporte l'avant-dernière épreuve de la Coupe continentale. Il s'impose devant l'Autrichien Bernhard Flaschberger tandis que l'Italien Lukas Runggaldier est troisième.
  - à Chaux-Neuve (France) se déroulent des épreuves de Coupe OPA :
    - l'épreuve masculine est remportée[M 1] par l'Allemand Luis Lehnert[B 1]. L'Italien Aaron Kostner[B 2] est deuxième et le Français Lilian Vaxelaire[B 3], troisième.
    - l'épreuve féminine voit la victoire[M 2] de la Française Joséphine Pagnier[G 1] devant la Suissesse Rea Kindlimann[G 2]. La Française Léna Brocard[G 3] complète le podium.
- le 12 :
  - à Nijni Taguil, l'Allemand Tobias Simon, vainqueur la veille, remporte la dernière épreuve de la Coupe continentale. Il s'impose devant le Français Hugo Buffard tandis que l'Italien Lukas Runggaldier est troisième, comme la veille.
L'Autrichien Martin Fritz remporte, pour la deuxième fois consécutive, le classement général de la compétition.
  - à Chaux-Neuve a lieu la dernière épreuve de Coupe OPA. Elle est remportée par l'Italien Aaron Kostner[B 2], qui remporte également le classement général de la compétition.
Il s'impose devant l'Autrichien Florian Dagn[B 4] tandis que le vainqueur de la veille, l'Allemand Luis Lehnert[B 1], termine troisième.

### Novembre
- Le 24, à Ruka, en Finlande, pour la première épreuve du Ruka Tour, compétition qui ouvre la Coupe du monde, le jeune Norvégien Espen Andersen s'impose dans ce qui est tout à la fois sa première victoire et son premier podium. Son expérimenté compatriote Jan Schmid est deuxième, devant le Japonais Akito Watabe.
- Le 25, toujours à Ruka, c'est le Japonais Akito Watabe, troisième la veille, qui remporte la victoire. Le jeune Finlandais Eero Hirvonen est deuxième, tandis que l'Allemand Johannes Rydzek complète le podium.
- Le 26, lors de la dernière épreuve du Ruka Tour, c'est l'Allemand Johannes Rydzek, troisième la veille, qui remporte la victoire au nez et à la barbe de son compatriote Eric Frenzel, ravivant là leur longue opposition de la saison précédente. Le jeune Finlandais Eero Hirvonen confirme sa bonne forme du moment en terminant troisième, pour le troisième podium de sa jeune carrière — et son deuxième de la semaine. Malgré sa onzième place du jour, le Japonais Akito Watabe remporte le Ruka Tour.

### Décembre
- le 2, à Lillehammer (Norvège), a lieu la première épreuve par équipes de la Coupe du monde. Elle est remportée par l'équipe du pays hôte, composée de Jan Schmid, Espen Andersen, Jarl Magnus Riiber & Jørgen Graabak. L'équipe de Norvège devance l'équipe d'Allemagne (Eric Frenzel, Johannes Rydzek, Vinzenz Geiger & Fabian Rießle) tandis que l'équipe de France (François Braud, Maxime Laheurte, Antoine Gérard & Jason Lamy-Chappuis) complète le podium.

- le 3, toujours à Lillehammer, l'épreuve de Coupe du monde donne lieu à un triplé norvégien : le jeune Espen Andersen remporte sa première victoire en Coupe du monde devant ses compatriotes Jan Schmid et Jørgen Graabak ; il reprend du même coup sa position de leader de la Coupe du monde.

- le 15, à Steamboat Springs (Colorado), l'expérimenté norvégien Mikko Kokslien remporte la première épreuve de la Coupe continentale devant son compatriote Truls Johansen. Le Français Hugo Buffard, parti en 29e position avec 1 minute 13 secondes de retard, complète le podium et réalise le meilleur temps de ski.

- le 16 :
  - toujours à Steamboat Springs, le Norvégien Mikko Kokslien double la mise et remporte la deuxième épreuve de la Coupe continentale devant le Français Hugo Buffard, parti 25e. Le Norvégien  Truls Johansen est troisième, de telle sorte que les trois athlètes du podium de la veille y figurent à nouveau.
  - à Ramsau, l'Allemand Eric Frenzel, quadruple vainqueur de la Coupe du monde, renoue avec la victoire : il remporte l'épreuve de Coupe du monde devant son compatriote Fabian Rießle, tandis que le Norvégien Jan Schmid confirme sa bonne forme du moment avec un quatrième podium en six courses. Le Norvégien Jan Schmid prend la tête du classement général de la Coupe.

- le 17 :
  - toujours à Steamboat Springs, le Norvégien Mikko Kokslien triple la mise et remporte la troisième épreuve de la Coupe continentale devant son compatriote Truls Johansen. Le Français Hugo Buffard, parti 27e, est troisième. Les trois athlètes des podiums des deux jours précédents y figurent à nouveau.
  - toujours à Ramsau, l'Allemand Fabian Rießle remporte l'épreuve de Coupe du monde devant l'Italien Alessandro Pittin, qui retrouve un podium dont il était absent depuis le 14 mars 2015. Le Finlandais Eero Hirvonen est troisième de l'épreuve.

### Par mois

#### Janvier
1. ↑  (en) « COC: Hugo Buffard storms to victory in Høydalsmo » [« Hugo Buffard fonce sur la victoire à Høydalsmo »], sur fis-ski.com, 8 janvier 2017 (consulté le 10 janvier 2017).

#### Mars
1. ↑  Le résultat de l'épreuve masculine de Coupe OPA du 11 mars sur le site de la Fédération internationale de ski.
2. ↑  Le résultat de l'épreuve féminine de Coupe OPA du 11 mars sur le site de la Fédération internationale de ski.

### Par athlète

#### Athlètes féminines
1. ↑  (en) Joséphine Pagnier dans la base de données de la Fédération internationale de ski
2. ↑  (en) Rea Kindlimann dans la base de données de la Fédération internationale de ski
3. ↑  (en) Léna Brocard dans la base de données de la Fédération internationale de ski

#### Athlètes masculins
1. 1 2  (en) Luis Lehnert dans la base de données de la Fédération internationale de ski
2. 1 2  (en) Aaron Kostner dans la base de données de la Fédération internationale de ski
3. ↑  (en) Lilian Vaxelaire dans la base de données de la Fédération internationale de ski
4. ↑  (en) Florian Dagn dans la base de données de la Fédération internationale de ski